# 아람어 원어론
아람어 원어론(영어: Aramaic original)은 신약성경의 원본이 기존의 통설대로의 헬라어가 아닌 아람어로 기록되었다고 하는 주장이다. George Lamsa가 Peshitta 신약 성서(Peshitta New Testament)를 시리아어에서 영어로 번역하였는데 이것이 서구권에 아람어 원어론 논쟁을 불러 일으켰다.